# Такін Кодо Хмайн
Такін Кодо Хмайн (бірм. သခင်ကိုယ်တော်မှိုင်း, вимова θəkʰɪ̀ɰ̃ kòdɔ̀ m̥áiɰ̃; 23 березня 1876 – 23 липня 1964) вважається одним із найбільших м'янмівських поетів, письменників і політичних лідерів в історії М'янми ХХ століття. Його вважають батьком бірманських націоналістичних і мирних рухів, а також літературним генієм. Його спадщина та вплив на післявоєнні покоління все ще відчуваються як у літературі, так і в поточній політичній ситуації в М’янмі (Бірма).

## Роки становлення
Хмайн народився як Маунг Лун Маунг у селі Уейл поблизу Шведаунга в Нижній Бірмі. У ранньому віці його відправили здобувати традиційну освіту в Мандалаї, а у віці 9 років він став свідком падіння династії Конбаун і викрадення короля Тібо і королеви Супаялат британцями, яких вивезли в кареті з власного монастиря королеви Мядаунг. Це була сцена, яку він ніколи не забуде, і яка розпалила його націоналістичний запал у боротьбі за незалежність, яка тривала все життя.

## Літературний геній
У 1894 році Хмайн переїхав до Рангуна (тепер Янгон), щоб розпочати кар’єру драматурга, з часом перейшов на журналістику, а пізніше писав статті для газети в Молам'яйні. У 1903 році він одружився з Ма Шін, з якою познайомився в Рангуні перед тим, як переїхати до Молам'яйна, і повернувся до столиці, коли націоналістичний рух набирав обертів у 1911 році, щоб працювати в газеті «Турія» (Сонце). Пишучи під власним іменем Маунг Лун або Сая Лун, він уже охопив широку аудиторію завдяки традиційним п’єсам, написаним у віршах і заснованим на історичних бірманських міфах і легендах. Він регулярно працював у газеті та інших виданнях, таких як журнал Dagon, де пізніше став редактором.
Його майстерне володіння класичною бірманською літературою дозволило йому багато писати у віршах з такою легкістю та чуттям, що майбутнім поколінням письменників досі важко зрівнятися. Геній у численних і складних римах, ось один із його куплетів, який часто цитується: 
Kaung myo ahtweidwei yenè chunzei myazei saw, daung owei yelo tunzei kazei thaw (ကောင်းမျိုးအထွေထွေ ရယ်နဲ့ ချွန်စေမြစေစော ဒေါင်းအိုးဝေရယ်လို့ တွန်စေကစေသော) - "Нехай безліч добрих речей з енергією мають шанс; нехай павич має свій поклик і танцює". 
Павич, що танцює, (ကဒေါင်း, ka daung) був емблемою суверенітету Бірми, зображеною на вимпелах, монетах і грошових купюрах, тоді як бойовий павич (ခွပ်ဒေါင်း, hkut daung) — емблема бірманських студентських спілок. Owei — це поклик павича, а також назва журналу Союзу студентів університету Рангуна (RUSU).
Хмайн також писав у змішаному стилі віршів і прози, блискуче представляючи сатиру у формі вчених релігійних коментарів, званих htikas (ဋီကာ) мовою Палі, як-от Hkway htika (Про собак), у якій він критикував політиків за те, що вони витрачали час і зусилля на марні сварки, коли вони мали зосередитися на боротьбі проти колоніального панування.
1. Kja htika- Про лотос 1912
2. Bo htika - Про начальника 1914
3. Daung htika - Про павичів 1920
4. Sone nadha myaing htika- Поема про повну запахів лісову пригоду 1921
5. Myauk htika - Про мавп 1923
6. Hkway htika - Про собаку 1925
7. Mjin htika - Про коня 1925
8. Swaraj htika- Про Свараджі 1925
9. Hse gadei kyaw htika- Про понад тисячу мільйонів 1926
10. Boingkauk htika - Про бойкот 1927
11. Galonbyan dipani htika - Про мух Garuda 1931
12. Thakin htika - Про такінів 1938
13. Nagani htia- Про червоного дракона 1940

## Містер Маун Хмайн
Роман під назвою Missata Maung Hmaing hmadawbon wuttu (Послання містера Мауна Хмайна), написаний під псевдонімом пан Маун Хмайн у 1916 році, негайно викликав фурор, що також було очікуваним ефектом. Маун Хмайн — це ім'я головного героя, негідника, схожого на Казанову, у популярному на той час романі під назвою Chinbaungywet the Maung Hmaing (Продавець Маун Хмайн) У Кі (1848–1908), і Хмайн, взявши його ім’я та назвавши себе Містером, водночас висміював прихильність деяких модних англофілів-бірманців, які почали ставити Містера перед своїми імена. Це зупинило тенденцію. І назва прижилася.

## Національний лідер
Хмайн приєднався до націоналістичної Dobama Asiayone (Ми бірманська асоціація) у 1934 році й швидко став лідером молодих Такінів – титул, який проголошував, що вони були справжніми господарями своєї землі, а не британці, які узурпували країну. Таким чином він став відомий як Такін Кодо Хмайн (Майстер Лорд Хмайн), а пізніше Саяґі (великий вчитель) Такін Кодо Хмайн.
Він також вважається неперевершеним в іншій традиційній формі поезії під назвою Лайґьо ґі (လေးချိုးကြီး), яку він відродив із великим ефектом, надавши їй нового змісту сучасних політичних питань. Хмайн надихнув ціле покоління бірманських націоналістів на боротьбу за незалежність, виховуючи величезну гордість за власну історію, мову та культуру, і, що важливіше, спонукав їх до прямих дій, таких як страйки студентів і робітників, Boingkauk htika (Бойкот). Він також не виявляв милосердя до тих, хто був простим політичним опортуністом, як у Hkway htika (Про собак). Його алюзійний і дуже запам'ятовуваний стиль віршів зробив його дуже популярним серед бірманської громадськості та захистив його роботи від цензури колоніального уряду.
Після другого в історії університетського страйку студентів 1936 року, коли було створено Всебірманський студентський союз (ABSU), Хмайн був обраний його патроном. До 1941 року його репутація як провідного націоналіста забезпечила йому місце в «Списку Бірми» колоніальної влади, який містив «ворогів держави». Саме Хмайн разом з іншими лідерами Добама відправив Аун Сана та інших молодих людей, пізніше відомих як Тридцять товаришів, шукати військовий вишкіл за кордоном, щоб воювати з англійцями.

## Борець за мир

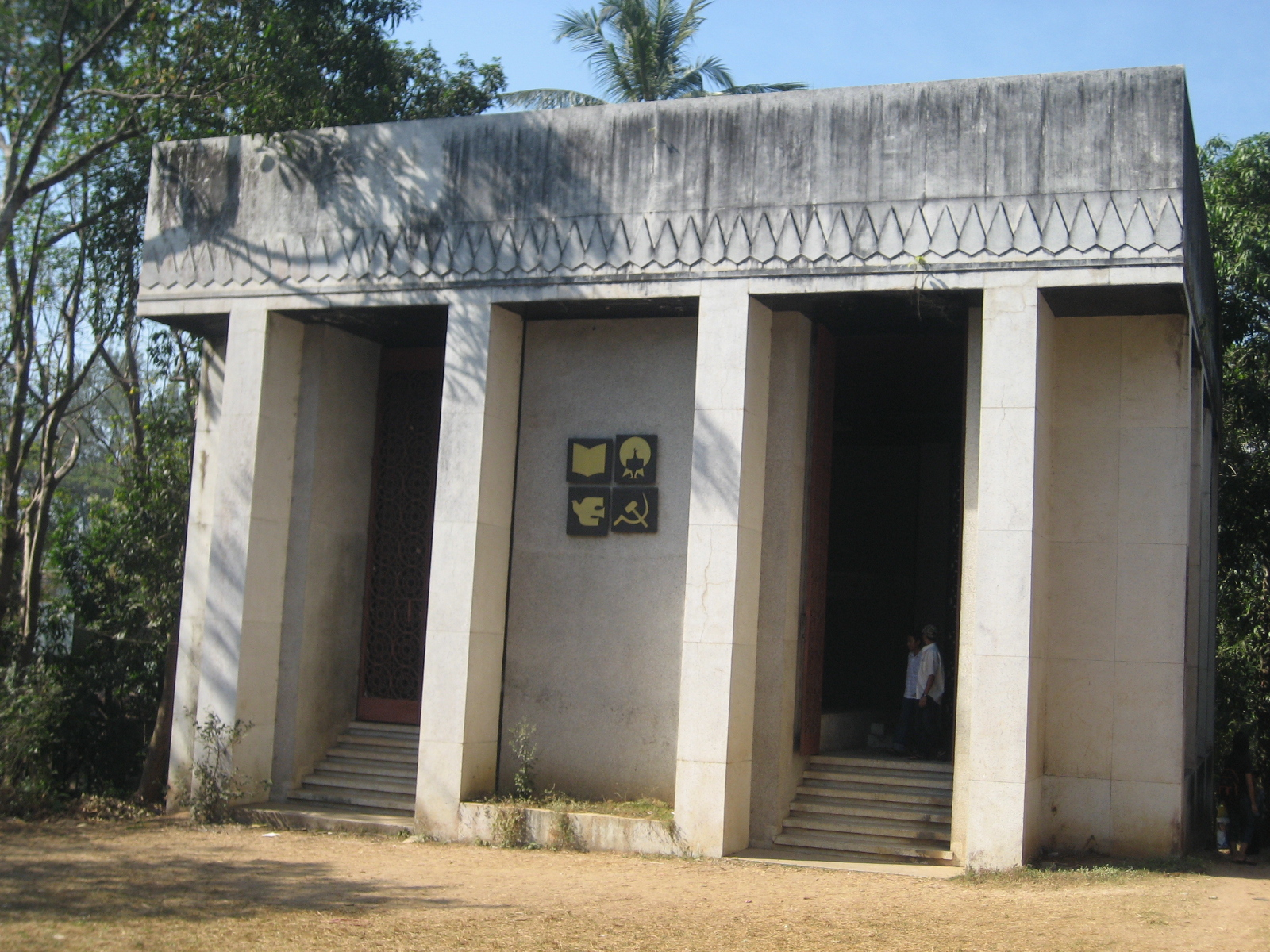
Мавзолей Такіна Кодо Хмайна на вулиці Шведагон Пагода, Янгон

Після здобуття незалежності в 1948 році країна одразу поринула у громадянську війну, яка завдала великого горя Хмайну, і він провів решту свого життя, намагаючись принести внутрішній мир у країну. Він був лідером світового руху за мир у Бірмі, а в 1952 році взяв участь у Мирній конференції для Азіатсько-Тихоокеанського регіону в Пекіні. У тому ж році він був обраний головою Всесвітнього конгресу миру (Бірма), а в 1954 році отримав Сталінську премію миру. Хмайн також відвідав Китайську Народну Республіку, Монголію, Угорщину та Радянський Союз у 1953 році, а також відвідав Цейлон та Індію на Всесвітній конференції миру в 1957 році. У 1960 році Гамбурзький університет, Західна Німеччина, присвоїв йому ступінь почесного доктора.
Такін Кодо Хмайн разом із колишнім бригадним генералом К’яо Зау надав активну підтримку Комітету внутрішнього миру під час мирної переговори 1963 року між Союзною революційною радою уряду У Не Віна та різними озброєними повстанськими групами, включаючи Комуністичну партію Бірми, комуністів Червоного Прапора та етнічними меншинами. Хмайн був єдиним голосом, до якого з повагою прислухалися всі сторони політичного розколу, і залишався єдиним альтернативним політичним голосом, який військові не могли змусити замовкнути після того, як вони прийшли до влади в 1962 році, аж до його смерті у віці 88 років у 1964 році, коли всі політичні партії, за винятком правлячої Партії соціалістичної програми Бірми (BSPP), були скасовані указом.
Він присвятив свій час миру та національному примиренню, а наприкінці свого життя менше часу писав, заявивши, що його останнім бажанням було бачити мирну та об’єднану країну. Його поховали в Мавзолеї саду Кандаумін біля пагоди Шведагон, а 23 березня 1976 року, у сторіччя від дня народження Хмайна (Хмайн ябей), понад 100 студентів було заарештовано за проведення мирної церемонії в його мавзолеї.

Такін Кодо Хмайн був, за словами Анни Аллотт, «людиною багатьох навичок — справжнім буддистом і переконаним патріотом; поетом і драматургом; істориком і вчителем; письменником-піонером і сатириком — Такін Кодо Хмайн є єдиною найбільш шанованою літературною фігурою сучасності Бірми».